# Walter Fröhlich (Vizeadmiral)
Walter Fröhlich (* 5. August 1893 in Berlin; † 12. Dezember 1969 in Baden-Baden) war ein deutscher Marineoffizier, zuletzt im Dienstgrad eines Vizeadmirals der Kriegsmarine. Er war einer der wenigen deutschen Marineingenieur-Offiziere, der diesen Dienstgrad erreichte.

## Leben

### Kaiserliche Marine und Reichsmarine
Fröhlich trat am 1. Oktober 1912 als Marineingenieuranwärter in Wilhelmshaven in die Kaiserliche Marine ein. Bis zum 26. September 1916, also bis in den Ersten Weltkrieg hinein, durchlief er zu Ausbildungszwecken verschiedene Land- und Bordkommandos sowie Lehrgänge auf der Ingenieur- und Deckoffizierschule in Wilhelmshaven. Die Beförderungen in dieser Zeit waren: Marineingenieuroberanwärter (1. April 1913), Marineingenieurapplikant (1. Oktober 1913), Marineingenieuroberapplikant (1. April 1915) und schließlich Marineingenieuraspirant (26. September 1916).
Anschließend tat er bis August 1917 Dienst an Bord des Kleinen Kreuzers Straßburg. Danach absolvierte er das Training für den Dienst auf U-Booten und wurde bis zum 1. Juni 1918 zur Verfügung der Inspektion der U-Boote gestellt. Vom 1. Juni 1918 bis zum 22. November 1918, also bis nach Kriegsende, war Fröhlich dann als Leitender Ingenieur auf das U-Boot UB 94 kommandiert. Während dieser Dienstzeit erfolgte am 1. Juli 1918 die Beförderung zum Marineingenieuroberaspirant.
Nach Kriegsende war Fröhlich dann kurzzeitig erneut zur Verfügung der Inspektion der U-Boote gestellt und war dann von Januar bis Juni 1919 Teil der 1. Marine-Brigade unter Oberst Emmo von Roden und danach bis zum 30. September 1919 Teil der 3 Marine-Brigade unter Korvettenkapitän Wilfried von Loewenfeld.
Am 1. Oktober 1919 kam Fröhlich zur weiteren Ausbildung an die Technische Marineschule in Kiel-Wik und wurde am 16. Dezember 1919 zum Leutnant (Ing.) befördert. Vom 1. Januar bis zum 1. Februar 1921 nahm er an einer Unterweisung zu Schiffskonstruktionen auf dem Linienschiff Braunschweig teil und kehrte anschließend bis zum 8. September 1922 als Adjutant an die Marineschule zurück. In diese Zeit fiel am 8. Juli 1921 die Beförderung zum Oberleutnant (Ing.).
Anschließend tat er Dienst als Wachingenieur auf dem Kleinen Kreuzer Medusa. Am 1. Oktober 1923 wurde Fröhlich dann zum Studium an die Technische Universität Berlin kommandiert. Seine Studien, die er als Diplom-Ingenieur abschloss, dauerten bis zum 31. Mai 1927 an. In der Studienzeit wurde er am 1. Januar 1925 zum Kapitänleutnant (Ing.) befördert. Es folgten dann zwei Schiffsverwendungen als Wachingenieur auf den Linienschiffen Schlesien und Schleswig-Holstein bis zum 21. September 1928. Danach war Fröhlich bis zum 28. September 1932 als Ausbildungsoffizier an der Marineschule Kiel-Wik tätig mit wurde in dieser Zeit am 1. Juni 1932 zum Korvettenkapitän (Ing.) befördert.

### Kriegsmarine
Am 29. September 1932 wurde Fröhlich Leitender Ingenieur auf der Schlesien und danach ab dem 27. September 1934 als Berater der Militärischen Abteilung für Schiffsmaschinenbetrieb der Reichsmarine eingesetzt. Seit dem 11. Januar 1936 war er in gleicher Funktion auch in der neu gegründeten Kriegsmarine tätig. Fröhlich verließ diesen Dienstposten am 25. September 1936 und übernahm anschließend die Funktion des Ingenieur-Offiziers im Stab des Kommandeurs der Panzerschiffe. Die Beförderung zum Fregattenkapitän (Ing.) folgte am 1. Oktober 1936 und die zum Kapitän zur See (Ing.) am 1. April 1938.
Am 8. November 1938 wurde Fröhlich Chef des Stabes der Inspektion des Schiffsmaschinenwesens und erlebte in dieser Funktion auch den Ausbruch des Zweiten Weltkriegs. Es folgte seit dem 11. Dezember 1939 eine Verwendung als Verbandsingenieur beim 2. Admiral der Flotte und dann im Januar 1941 ein erneuter Wechsel als Flotten-Ingenieur beim Flottenkommando der Kriegsmarine. Anschließend war er seit dem 8. Januar 1941 als Chef des Stabes des Erprobungskommandos für Kriegsschiffneubauten tätig, in diese Dienstzeit fiel die Beförderung zum Konteradmiral (Ing.) am 1. April 1942. Seit dem 29. März 1943 war Fröhlich schließlich als Inspekteur des Schiffsmaschinenwesens eingesetzt und folgte in dieser Dienststellung Erich Zieger nach. Drei Tage später wurde er zum Vizeadmiral (Ing.). befördert. In dieser Funktion war er über das Kriegsende hinaus bis zum 14. Juli 1945 tätig. Anschließend geriet er in Kriegsgefangenschaft, aus der er im Dezember 1946 entlassen wurde.